# Трувор

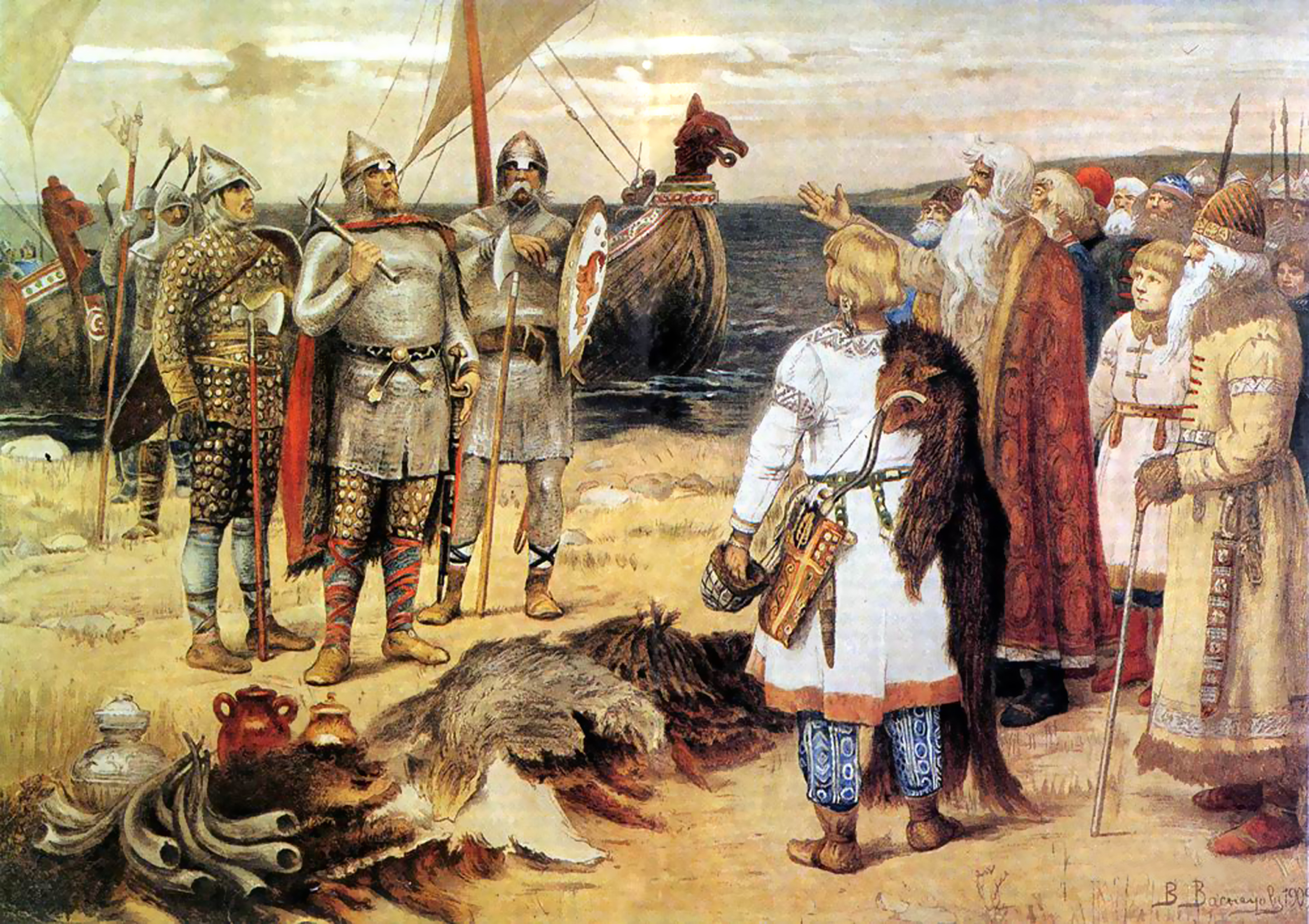
Призвание варягов. В. М. Васнецов

Трувор (Трувар) — легендарна особа, «князь» — згадується у «Повісті временних літ» Нестора поряд з Рюриком та Синеусом. Згідно з Нестором Рюрика разом з Трувором та Синеусом було запрошено на князівство до Новгорода верхівкою мешкаючих у Новгороді племен словінами, меря та вессю.

## Етимологія
Наступні російські історики часто некритично повторювали це «ім'я» слідом за літописцем, не завдаючи собі клопоту дослідити мовне походження цього терміну (історико-лінгвістичний, етимологічний аналіз). З давньогерманської Трувор означає «дружина», військо, «товариство» вояків (thru varing).
Звідти походить і самоназва «Варяги» (нім. Waräger; давньогерманською — Varingr). Що означає «Пов'язане Словом та Клятвою товариство озброєних вояків».
Ім'я третьої «особи» Синеус у шведській мові означає «свій рід» (sine hus).

## Історичний ґрунт
Цілком імовірно, що Нестор сам користувався неназваним варязьким джерелом, котрими для вікінгів тих часів були передавані з вуст в уста Саги. Звідси логічно дійти висновку, що у Новгороді на чолі з «Рюриком» оселився рід вікінгів-варягів, що на той час перебували на дофеодальній або ранньофеодальній стадії розвитку суспільних відносин.
Попередніми дослідниками часто ігнорувався той факт, що за часів Рюрика вікінги-варяги ще не знали князівсько-феодальної ієрархії і обирали старшого з своїх лав на час своїх загарбницьких походів.
Згідно із західноєвропейськими джерелами, Новгород, на той час багате торгове місто, був ареною жорстоких кривавих сутичок між вищезгаданими слов'янськими, балтійськими та фіно-угорськими племенами.
Ця інтерпретація згадуваного Нестором артефакту цілком відповідає середньовічній традиції вільних торгових міст обирати на князівство через демократичну процедуру когось з своїх громадян або запрошувати чи наймати «князя» на службу із «нейтральної сторони».

## Хронологія
За «Повістю временних літ» Трувор у 862 році зайняв город Ізборськ на південь від Чудського озера, правив там два роки до своєї смерті. Після нього Ізборськ зайняв Рюрик.
За літописами Рюрикові брати померли одного року. «Повість временних літ» стверджує, що це сталося 864; Ніконівський літопис вказує на 870.